# ハコボ・サンス
ハコボ・サンス・オベヘロ（Jacobo Sanz Ovejero、1983年7月10日 - ）は、スペイン・カスティーリャ・レオン州バリャドリッド出身のサッカー選手。ポジションはGK。

## 経歴
地元のレアル・バリャドリードの下部組織出身。2003年から2シーズンの間レンタル移籍し、2005-06シーズンにバリャドリードに復帰した。復帰後はアルバノ・ビサーリの控えを務め、2006-07シーズンは7試合の出場だったがチームはプリメーラ・ディビシオン（1部）昇格を果たした。2007-08シーズンはセグンダ・ディビシオン（2部）のCDヌマンシアへ移籍。32試合に出場し、2シーズン連続でのプリメーラ昇格を果たした。
2008年6月25日にバリャドリードに再び復帰して3年契約を結ぶが、それから間もなく負傷者が相次いだヘタフェCFにレンタル移籍した。2009年1月23日にはロベルト・アボンダンシェリがボカ・ジュニアーズに移籍したためレギュラーとして出場していたが、4月5日のバレンシアCF戦で退場処分を受けると、ヴラディミル・ストイコヴィッチやオスカル・ウスタリにポジションを奪われたためシーズン終了後までに出場機会はなかった。
2009年夏に古巣のバリャドリードに三度復帰。アトレティコ・マドリードへ移籍したセルヒオ・アセンホの後釜として正GKを務めたが、開幕からの7試合で16失点を喫し、第8節のデポルティーボ戦からはフスト・ビジャールに定位置を奪われた。その後も成績は低迷しビジャールの控えとしての日々が続いたが、2010年3月28日の第29節で同じく残留を争うヘレスCD戦でビジャールが退場処分を受けたため途中出場し、それ以降はレギュラーを取り戻した。しかし、その後も残留争いからは抜け出せず最終節のFCバルセロナ戦で残留をかけたが、優勝がかかる相手に対して0-4で大敗して優勝を見届けるとともに2部降格が決まった。
2011年、ギリシャのアステラス・トリポリスFCに移籍。

## 所属クラブ
- レアル・バリャドリードB 2003-2006

→ CFパレンシア (loan) 2003-2004
→ レアル・ハエン (loan) 2004-2005
- レアル・バリャドリード 2005-2007
- CDヌマンシア 2007-2009

→ ヘタフェCF (loan) 2008-2009
- レアル・バリャドリード 2009-2011
- アステラス・トリポリスFC 2011-2012
- PAOKテッサロニキ 2012-2015

→ CDテネリフェ (loan) 2014